# 胡刚复

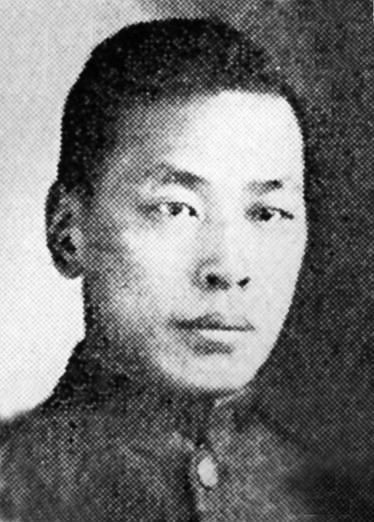

胡刚复（1892年3月24日—1966年2月19日），名文生，一名光復，字刚复，以字行，男，江苏省无锡县人，出生于江苏省桃源县（现泗阳县），中国物理学家、教育家，中国近代物理学奠基人之一。他与其两位兄长胡敦复、胡明复并称为“三胡”。

## 生平
1892年3月24日，生于江苏桃源县（现泗阳县）。
1901年，入读南洋公学附属小学（今上海市南洋模范中学）。
1909年，考取首批庚子賠款留美学生，进入哈佛大学物理系。
1913年，大学毕业后入哈佛大学研究院从事镭提纯和癌症放射性临床治疗工作。
1914年，获哈佛大学硕士学位，从事X射线光谱研究工作，导师为威廉·杜安。
1915年至1916年，与其兄胡明复等参与创办中国科学社。
1918年，获哈佛大学博士学位，而后回国。
1918年至1926年，任南京高等师范学校和国立东南大学（后改名为国立中央大学、南京大学）教授兼物理系系主任。
1926年至1927年，任厦门大学理学院院长。
1927-1928年，任国立第四中山大学（1928年先后改名江苏大学、中央大学）高等教育处处长、教授、理学院院长。
1928年，和丁西林等人在上海创办了中国第一个物理研究所——中央研究院物理研究所。
1928年至1931年，任中央研究院物理研究院专任研究员。
1931年至1936年，任交通大学教授。
1936年至1949年，应竺可桢之聘，任浙江大学理学院院长。在此期间，胡刚复于1946-1948年被委派率学生赴英国学习雷达技术，为中国培养第一批雷达高技术人才。
1949年至1951年，任北洋大学和唐山交通大学教授，其间，兼任上海私立大同大学教授、理学院院长、工学院院长、校长。
1951年，任天津大学教授。
1952年至1960年，任南开大学物理系教授。
1962年，当选中国物理学会名誉理事。
1966年2月19日文革前夕因病仙逝，享壽74岁。

## 学术贡献
胡刚复将X射线标识谱、吸收谱和原子序数之间的实验规律扩展到25号至34号元素，并测定了X射线频率和光电子速度的关系，对X射线学的发展做出了重要的贡献。在南京高等师范学校（1921年改为国立东南大学，1949年在大陸更名南京大學，1962年在台復校）创建了中国第一个物理实验室，把近代物理学研究引入中国。培养了吴有训、严济慈、赵忠尧、施汝为、钱临照、余瑞璜等著名物理学家。抗战期间，作为理学院院长协助竺可桢校长西迁浙江大学，并将浙江大学理学院办成了当时最好的学院之一。
此外，曾在1923年陪同德國科學家普朗克來中國講學。講學时用到「entropy」一詞，胡刚复在翻譯時靈機一動，把“商”字加火旁來意譯此詞，創造了“熵”字，發音同“商”。
2000年，中国物理学会为纪念胡刚复等五位物理学界前辈，设立了胡刚复、饶毓泰、叶企孙、吴有训、王淦昌物理学奖，其中胡刚复物理奖授予实验技术方面有突出成就的物理学家。